# Ivan Anušić
Ivan Anušić, né le 13 octobre 1973 à Osijek, est un homme politique croate, membre de l'Union démocratique croate (HDZ). Il est ministre de la Défense depuis novembre 2023.
Il est précédemment maire du comté d'Osijek-Baranja de 2017 à 2023.

## Biographie
Anušić est membre du Parlement croate entre 2015 et 2020 et maire d'Antunovac de 2005 à 2017. Il devient membre du Parti croate des droits en 1993, puis indépendant entre 2009 et 2011, avant de rejoindre le HDZ,,.